# Stasos Anastasī
Stasos Anastasī (in greco: Στάσος Αναστάση; 1950) è un ex calciatore cipriota, di ruolo attaccante.

## Carriera
Ha giocato la sua unica partita per la nazionale cipriota nel 1982.